# San Adrián (Puebla del Brollón)
San Adrián (llamada oficialmente Santo Adrián) es una aldea española situada en la parroquia de Puebla del Brollón, del municipio de Puebla del Brollón, en la provincia de Lugo, Galicia.

## Geografía
Está situado a 400 metros de altitud, junto al río Saa, en la carretera que une Puebla del Brollón y Pousa. 

## Demografía
| Gráfica de evolución demográfica de San Adrián entre 2000 y 2020 |
|                                                                  |
| Datos según el nomenclátor publicado por el INE.                 |